# Calanthemis temera
Calanthemis temera es una especie de escarabajo longicornio del género Calanthemis, tribu Clytini, subfamilia Cerambycinae. Fue descrita científicamente por Jordan en 1903.

## Descripción
Mide 7-9 milímetros de longitud.

## Distribución
Se distribuye por Camerún.